# Marcin od Wniebowstąpienia a’Aguirre
Marcin od Wniebowstąpienia a’Aguirre OFM, jap. マルチノ・デ・ラ・アセンシオン, hiszp. Martín de la Ascensión (ur. 1567 w Vergarze, zm. 5 lutego 1597 w Nagasaki) – święty Kościoła katolickiego, męczennik, ofiara prześladowań antykatolickich w Japonii.

## Życiorys
Po studiach odbytych na Universidad de Alcalá w Alkali w 1585 roku wstąpił do zakonu franciszkanów obserwantów w Augnon. Po złożeniu profesji zakonnej przeniesiony został do San Bernardino de Madrid. Po przyjęciu święceń kapłańskich, zachęcony namową Piotra Ortiza podjął w 1590 roku działalność dydaktyczną w Meksyku ucząc teologii i filozofii w Churubusco. Następnie pracował na Filipinach, skąd w 1596 roku, razem ze swoim uczniem Franciszkiem Blanco, udał się na misję do Japonii. Początkowo prowadził działalność w Meako (Miyako), a później pełnił obowiązki gwardiana domu zakonnego w Osace. Po ogłoszeniu przez sioguna Hideyoshi Toyotomi (Taikosamę) dekretu nakazującego misjonarzom opuszczenie Japonii nastąpiła fala prześladowań chrześcijan. Marcin od Wniebowstąpienia a’Aguirre został aresztowany razem z tercjarzami Joachimem Sakakibarą, Michałem Kozaki i jego synem – również Michałem. Przeniesiony do Meako, a później do Nagasaki, poddawany był torturom. Powieszony na krzyżu w grupie 26 męczenników odmawiał w czasie kaźni psalm Laudate, pueri, Dominum. Został dobity przez katów lancami.
Wspominany w Kościele katolickim w grupie Męczenników z Nagasaki dzień po rocznicy śmierci, czyli 6 lutego.

## Proces beatyfikacyjny i kanonizacyjny
Dzięki relacji Ludwika Froisa SJ, który był naocznym świadkiem śmierci Pawła Miki i towarzyszy, spisanej 15 marca 1597 roku, procedury uznania męczeństwa za wiarę tej grupy były ułatwione.
14 września 1627 roku papież Urban VIII beatyfikował Franciszka Blanco w grupie Męczenników z Nagasaki, zaś ich kanonizacji dokonał 8 czerwca 1862 roku Pius IX. Do kalendarza liturgicznego męczennicy japońscy z Nagasaki zostali włączeni w 1969 r. przez papieża Pawła VI i wymieniani są w litanii do Wszystkich Świętych.